# 楊秀麗
楊秀麗（1983年9月1日—），中國女子柔道運動員，遼寧阜新出生。

## 生涯
楊秀麗在1997年時於阜新市體育學校參與柔道訓練，教練為張永江。隨後，她入選遼寧柔道隊及國家隊，教練均為劉永福。
2005年10月的十運會，楊秀麗在柔道項目的女子78公斤級小項的決賽中不敵遼寧對手，取得一面銀牌。翌年，她成為了全國錦標賽與全國冠軍賽的女子78公斤級小項的冠軍得主。同年12月的多哈亞運，她在柔道項目中的同一小項中的銅牌賽被日本對手擊敗，無緣獎牌。
2008年8月14日，楊秀麗在北京奧運會女子柔道78公斤級比賽中獲得金牌。
2012年，楊秀麗代表中国出戰英國倫敦舉行的奥林匹克运动会柔道比賽女子78公斤級賽事。